# Hermann Herre
G. A. Hermann Herre (* 1. September 1864 in Preußlitz; † 12. Juli 1921 in München) war ein deutscher Historiker.

## Leben und Wirken
Er wuchs in der anhaltischen Residenzstadt Dessau auf. Nach seiner Promotion an der Universität Leipzig 1890 bei Wilhelm Maurenbrecher mit einer Abhandlung über die „Ilsenburger Annalen als Quelle der Pöhlder Chronik“ wurde Herre Mitarbeiter der Historischen Kommission Bayerns in München, wo er vor allem langjähriger Mitherausgeber der deutschen Reichstagsakten des ausgehenden Mittelalters war.